# Стара река (резерват)
Вижте пояснителната страница за други значения на Стара река.
„Стара река“ е природен резерват в Национален парк „Централен Балкан“, България.

## Основаване и статут
Обявен е за резерват с обща площ 1974,7 хектара със Заповед № 200 на Комитета за опазване на природната среда при Министерския съвет от 19.03.1981 година, с цел запазването на уникалната комбинация от иглолистни, широколистни и смесени гори.

## Местоположение
Намира се в Централна Стара планина над град Карлово, обхваща водосбора на Стара река.

## Флора
Резерватът е известен най-вече със своето растително разнообразие. В него се срещат топлолюбивият мъждрян, келявият габър и водният габър, както и бук, ела и обикновен смърч. На територията на резервата се намират находища на над 45 вида растения, които присъстват в Червената книга на България. 20 от тези видове не се срещат извън България, а три от тях могат да се видят само в рамките на резервата.

## Фауна
65 вида гръбначни животни са постоянни жители на резервата. От тях застрашени от изчезване са скалният орел, белоопашатият мишелов, големият и малкият ястреб, бухалът